# Alexandru Papiu-Ilarian
Alexandru Papiu-Ilarian (n. 27 septembrie 1827, Bezded, Comitatul Solnocul Interior – d. 23 octombrie 1877, Sibiu) a fost un jurist, istoric, lingvist, ministru român din Transilvania, unul din principalii organizatori ai revoluției de la 1848, membru titular al Academiei Române din anul 1868.

## Originea și studiile
Tatăl, preotul greco-catolic Ioan Pop, era originar din Budiu de Câmpie (azi Papiu Ilarian, județul Mureș), însă la data nașterii lui Alexandru activa ca preot în Sălaj. În actele vremii, numele de familie al lui Alexandru este Maruzian, pe când al celor trei surori, mai tinere, este Pop, ceea ce înseamnă că era doar fiu vitreg al preotului Ioan Pop din Bezded. Amănuntul este important, pentru că acest „tată vitreg” își va sacrifica viața în Revoluția de la 1848-1849, fiind unul dintre propagatorii fervenți ai ideilor naționale profesate de viitorul ideolog, om de cultură și savant, Al. Papiu Ilarian. Ulterior, preotul Ioan Pop a primit parohia greco-catolică Budiu de Câmpie, astfel încât întreaga familie s-a stabilit în această comună, în apropiere de Târgu Mureș.
Studiile primare le-a efectuat la Budiu, iar din toamna anului 1832 a urmat cursurile Colegiului Reformat din Târgu Mureș. În anul școlar 1843 - 1844 a învățat la liceul din Blaj, unde l-a avut ca profesor, printre alții, pe Simion Bărnuțiu. Ulterior, s-a mutat la liceul catolic al piariștilor din Cluj, pe care l-a absolvit în anul 1847, fiind promovat absolvent al „cursurilor de drepturi”. La Liceul Academic Piarist din Cluj și-a luat supranumele latinizant de Ilarian, traducerea numelui Bucur i. e. Hilarius, al unui strămoș dinspre tatăl Ioan Pop, după o modă a nenumăraților studenți români de la liceul cu profil de facultate din capitala Transilvaniei (de exemplu, Iosif Hodoș Castorianul sau Zaheu Hodoș Polucianul, de la Castor și Polux).

## Activitatea politică

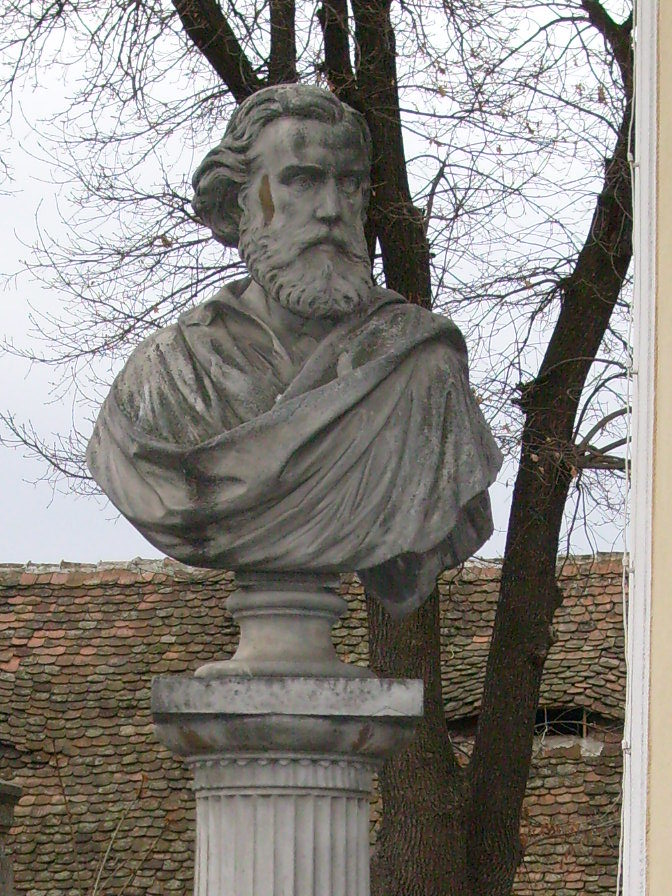
Alexandru Papiu-Ilarian

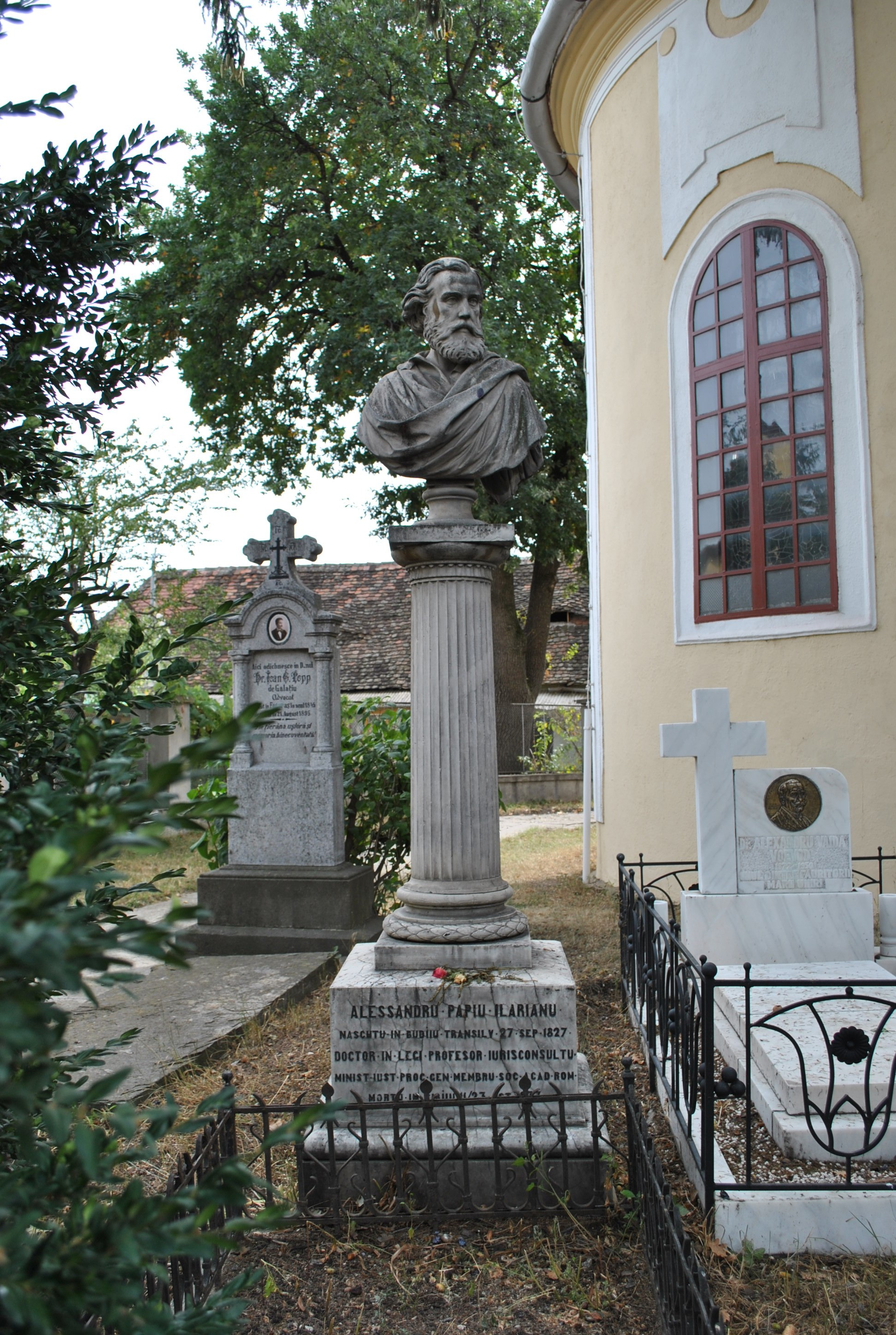
Mormântul lui Alexandru Papiu-Ilarian, Biserica Greco-Catolică din Sibiu

Statuia lui Al. Papiu-Ilarian amplasată în fața Colegiul Alexandru Papiu Ilarian din Târgu Mureș

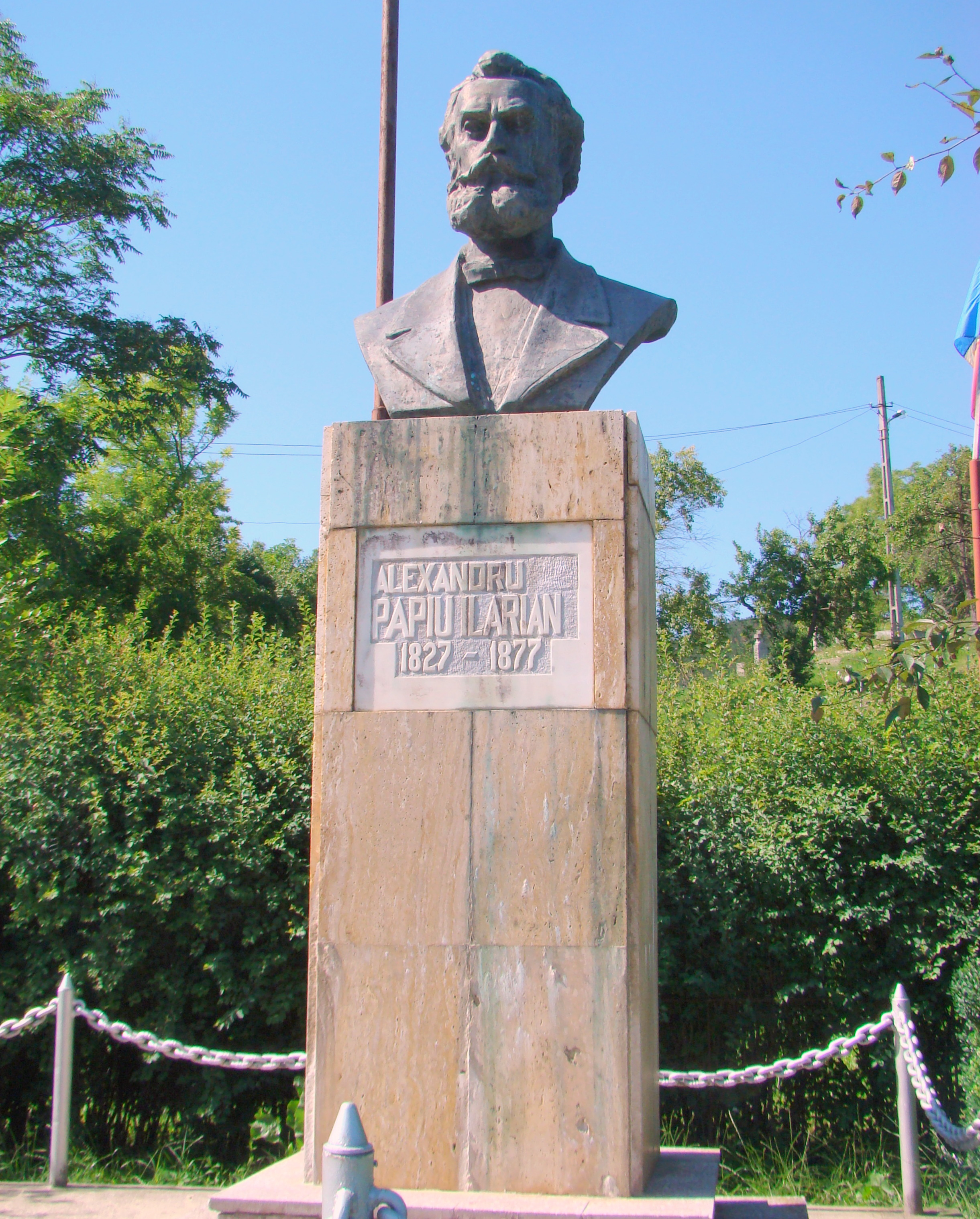
Bustul lui Alexandru Papiu-Ilarian din localitatea care îi poartă numele

Alexandru Papiu-Ilarian a fost unul dintre organizatorii și conducătorii Revoluției Române de la 1848 din Transilvania. A participat la Adunarea Națională de la Blaj din 18/30 aprilie 1848 și la cea din mai 1848.
Între iulie și august 1848 a fost comisar de propagandă în județul Dâmbovița. După o scurtă perioadă în care a deținut funcția de inspector al școlilor din cercul Blaj, a plecat la Viena. Până în 1852 a urmat cursurile juridice la Universitatea din Viena. Între 1852 și 1854 și-a continuat studiile la Universitatea din Padova. În data de 10 ianuarie 1854 a obținut titlul de doctor în drept. Între 1855 și 1858 a ocupat o catedră la Facultatea Juridică din Iași, unde a predat dreptul uman, dreptul penal și a inaugurat cursul de "Statistică generală a Europei".
Între 1858 și 1860 Papiu a fost institutor al copiilor moșierului Panaiot Balș, pe care îi însoțește la studii în Berlin. După o scurtă perioadă, când a fost jurisconsult al Moldovei, Papiu devine membru al Eforiei Școlilor din București. În 1862 el a fost numit procuror de secție la Curtea de Casație din București.
Papiu-Ilarian a fost primul român transilvănean care a intrat într-un guvern de la București: între octombrie 1863 și ianuarie 1864 a fost ministru de justiție în guvernul Kogălniceanu, legându-și numele de o reformă importantă (secularizarea averilor mănăstirești).
Papiu-Ilarian a fost primul președinte al societății "Transilvania" pe care a condus-o între 1867 și 1874. În anul 1868 (alături de Mihail Kogălniceanu și George Sion) Papiu a devenit membru al Academiei Române, fiind primul academician care a rostit un discurs de recepție. Discursul, rostit în ședința Academiei din 14 septembrie 1869, se intitula Viața și ideile lui Gheorghe Șincai din Șinca.
Membru al Baroului de avocați din București, Papiu-Ilarian a pledat în numeroase procese. Dintre acestea, răsunător în epocă a fost cel din 1873, când Papiu-Ilarian a susținut cauza lucrătorilor bivolari din Giurgiu.
A fost înmormântat în cimitirul Bisericii dintre Brazi (greco-catolică) din Sibiu. Monumentul funerar a fost realizat în anul 1880 de sculptorul Carol Cauner și este alcătuit dintr-un bust din marmură albă reprezentându-l pe defunct, bust așezat pe o coloană canelată înaltă de 1,25 m.

## Operă
(Ordine alfabetică)
- Acuzații din Ploiești înaintea Curții cu Jurați, Românul, XIV, 1870, 10 octombrie, p. 890.
- Adresele din Mureș Oșorhei, Foaie pentru minte, inmă și literatură, XI, 1848, nr. 13, p. 99-101.
- Alte trei scrisori ale lui Papiu Ilarian către Ioaniciu Olariu, Neamul românesc literar, II, 1910, nr. 25, p. 398-400.
- Apa trece, pietrele rămân, Românul, XV, 1871, 19 decembrie, p. 1101.
- Apendice la Independența constituțională a Transilvaniei, Românul, V, 1861, nr.225, p. 714-715; nr. 228-229, p. 722-723; nr. 230, p. 727; nr. 231, p. 730-732.
- Apendice la Independența constituțională a Transilvaniei, Tribuna română, Iași, III, 1861, nr. 139-142 (extras din Românul).
- Apendice la Independența constituțională a Transilvaniei, Revista Carpaților, II, 1861, septembrie, p. 257-314.
- Avram Iancu și Adunarea de la Dumineca Tomei și cea din 3/15 mai 1848, Românul, XVI, 1872, p. 797-798; 806; 809-810; 814; 818; 825-826; 830-831.
- Carte cătră Sânta Adunare a Diocesei Române Unite din Transilvania, ce este a se ținea la Blaș la 18/30 septembrie 1850, de la tinerimea studioasă în Viena, Viena, 1850.
- Către amicii mei din Transilvania, Concordia, III, 1863, nr. 45-192.
- Către amicii Societății "Transilvania", Românul, XI, 1867, 9-10 noiembrie, p. 959.
- Către cetățenii bivolari și toți giurgiuvenii!, Românul, XVII, 1873, 26-27 martie, p. 480-481.
- Către giurgiuveni, Românul, XIV, 1870, 5 iunie, p. 477-478.
- Cauza bivolarilor din Giurgiu înaintea Curții Juraților din Turnu Măgurele, București, 1873.
- Istoria românilor din Dacia Superioară, I-II, Viena, 1851-1852; vol.III, editat după manuscris inedit de Ștefan Pascu, cu o introducere și note, Sibiu, 1943.
- Tezaur de monumente istorice pentru România I-III, 1862-1864.

-Memorandum despre raporturile românilor cu nemții, cu slavii și cu ungurii
-Independența constituțională a Transilvaniei
- 1870 Relațiunea despre manuscrisele lui Budai Deleanu
- 1872 versiunea latină a lucrării Descriptio Moldaviae a lui Dimitrie Cantemir , sub auspiciile Academiei Române

## Legături externe
- Membrii Academiei Române din 1866 până în prezent – P
- Encyclopedia of 1848 Revolutions: Alexandru Papiu Ilarian Arhivat în 1 septembrie 2006, la Wayback Machine.
- http://www.papiu.ro/index.php?module=papiu_ilarian Arhivat în 16 iunie 2006, la Wayback Machine.
- Monumentul funerar al lui Alexandru Papiu Ilarian Arhivat în 24 decembrie 2007, la Wayback Machine.

1. ↑  IdRef, accesat în 11 mai 2020